# Grand-Fort-Philippe
 Grand-Fort-Philippe  (en neerlandés: Groot-Filipsfort) es una comuna francesa, ubicada en el departamento de Norte, y la región de Norte-Paso de Calais.
Creada en 1883 a partir de Gravelinas.

## Demografía
| 2 641 | 2 842 | 3 029 | 3 259 | 3 502 | 3 550 | 3 387 | 3 535 | 3 688 | 3 730 | 3 792 | 4 140 | 4 662 | 4 712 | 5 880 | 6 611 | 6 477 | 6 078 | 5 582 | 5 606 |
| Para los censos de 1962 a 1999 la población legal corresponde a la población sin duplicidades (Fuente: INSEE [Consultar]) |       |       |       |       |       |       |       |       |       |       |       |       |       |       |       |       |       |       |       |